# Josephus-Gislenus Canneel
Josephus-Gislenus Canneel (Brugge, 15 november 1821 - Borgerhout, 4 juni 1888) was een Brugse kunstschilder, lithograaf en uitgever. Hij ondertekende zijn werken met J.G. Canneel.

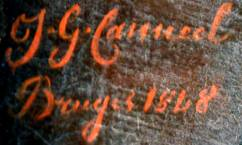
Handtekening uit 1848 van Josephus-Gislenus Canneel

## Afstamming
Josephus-Gislenus Canneel stamt af van een oud geslacht uit Brugge. De familienaam Canneel wordt in Brugge voor het eerst vermeld in het poortersboek van 1397 ('Jan Caneele afkomstig uit Gent'). Vanaf 1484 waren Josephus' voorouders vishandelaren in Brugge, een beroep dat tot aan de Franse Revolutie (1789) overging van vader op zoon. Op het wapenschild Canneel prijkt trouwens een vis. Op die manier werd zijn grootvader, Bartholomeus-Joannes Canneel (1747-1835), in 1762 nog beëdigd als vishandelaar, de laatste in deze erfreeks. Na de Franse Revolutie werd hij meubelhandelaar. Josephus' vader Josephus-Franciscus Canneel (1791-1874) was wijnhandelaar en gehuwd met Maria-Josepha Vandenheede. Josephus was de tweede uit hun gezin van vier kinderen, van wie er drie ongehuwd bleven: Maria-Josepha (°Brugge 11.02.1820 +Antwerpen 21.03.1887), Josephus-Gislenus (°Brugge 15.11.1821 +Borgerhout 04.06.1888), Isabella-Francisca-Clara (°Brugge 17.09.1824 +St-Andries 17.05.1777) en een nakomer Carolus-Desiderius-Josephus-Leopoldus (°23.01.1833 +St-Andries 01.01.1906, gehuwd met Mathilde Mechelaere).
Een naam- en tijdgenoot van Josephus was de internationaal bekende kunstschilder Théodore Canneel die leefde in Gent, maar van afkomst ook uit Brugge.
Joseph en Theodore zijn verwant in de tiende graad, zie genealogie en wapen (volgens Rietstap) van de familie hierna.

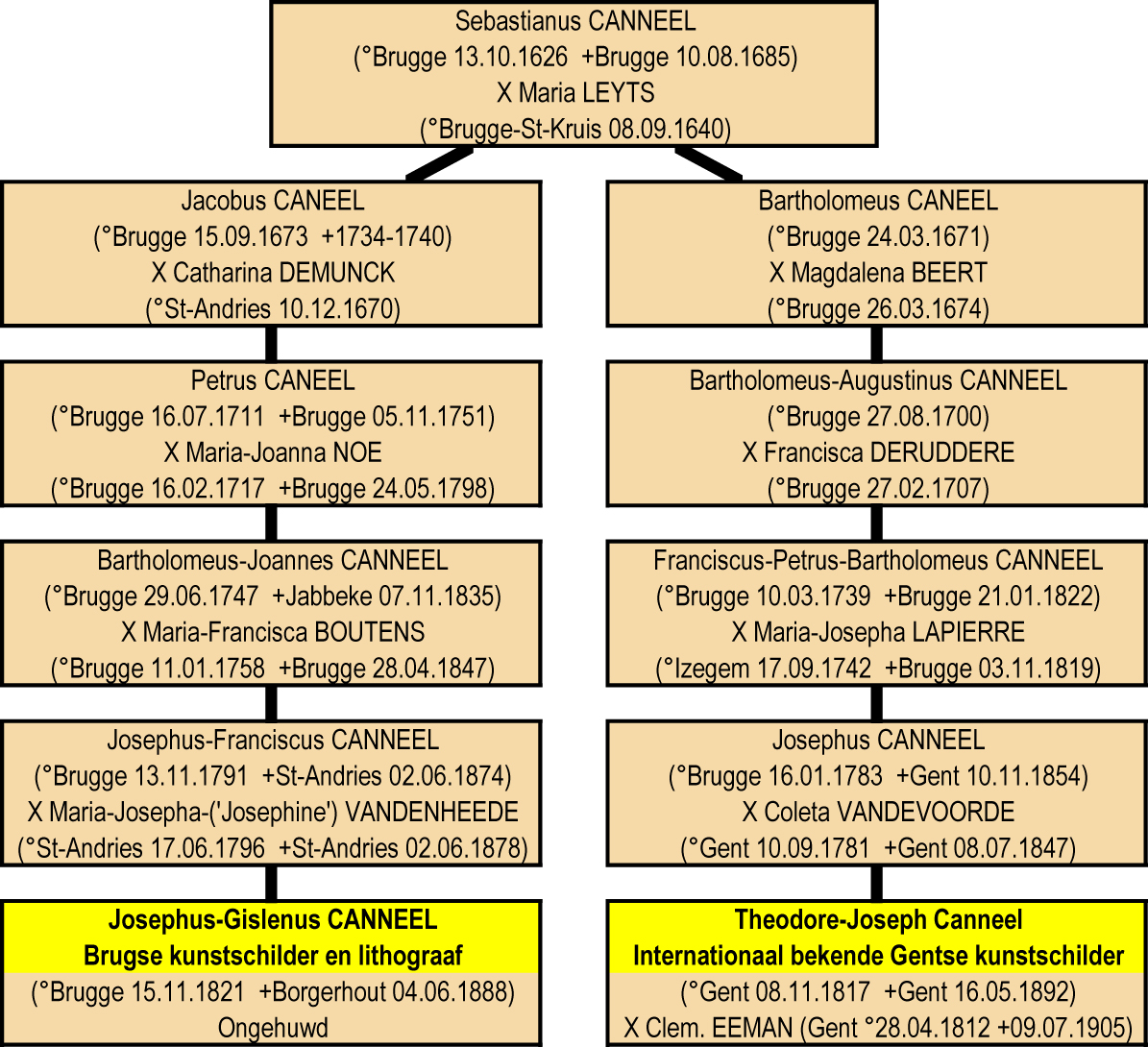
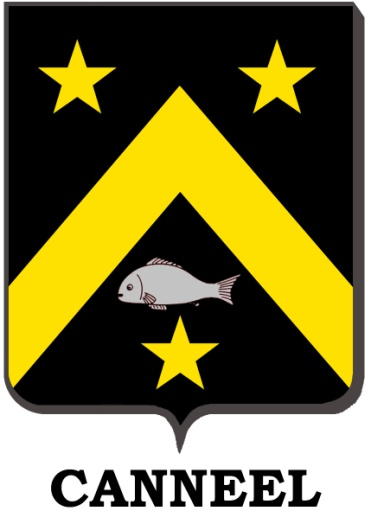

## Levensloop
'Joseph' Canneel studeerde 5 jaar aan de Koninklijke Academie van Schilder- Beeldhouw- en Bouwkunde te Brugge. Op 14-jarige leeftijd werd hij ingeschreven voor het schooljaar 1836-1837 in de richting Kleyne Kop. Het jaar daarop volgde hij Figure en nog een jaar later de richting Plaester. In dat derde schooljaar eindigde hij als vijfde met een tekening.
Tijdens de twee laatste schooljaren volgde hij de richting Levend Model (portretschilder). Hij nam deel aan  diverse concours van de school, en eindigde daar op de zevende, de derde en de vierde plaats. Hij verliet de Academie in 1841.
J.G. Canneel kreeg enkele belangrijke opdrachten van het bisdom. Tot 1840 woonde hij trouwens samen met zijn zuster Maria, in de Heilige Geeststraat te Brugge, vlak bij het bisschoppelijk paleis. De jaren 1840-1856 waren echter moeilijke tijden met veel armoede. Joseph slaagde er met moeite in om als kunstenaar te overleven. Van het stadsbestuur kreeg hij weinig steun. Op 2 december 1856 trok hij de conclusie dat er voor hem in Bruges-la-Morte te weinig toekomst was, en nog steeds samen met zijn zus Maria verliet hij zijn voorouderlijke stad Brugge. Volgens het bevolkingsregister vertrokken ze naar een onbekend adres in Brussel. Zoals later blijkt, was het niet naar Brussel-stad, maar naar Schaarbeek. Hun verblijf van 1857 tot 1867 kan niet meer getraceerd worden, want in Schaarbeek zijn de bevolkingsboeken van voor 1911 verloren gegaan.
Op 10 april 1868 kwamen Joseph en zijn zus uit Schaarbeek naar de Victoriastraat 21 in Antwerpen. Ze verhuisden er op 28 augustus 1868 naar de Gemeentestraat 26, op 15 januari 1874 naar de Statiestraat 5, op 30 september 1878 naar de Dambruggestraat 46, en op 26 april 1880 naar de Delinstraat n° 4. Welstellend zullen ze niet geweest zijn, want op dit laatste adres waren wel 20 personen gedomicilieerd.
Op 21 maart 1887 overleed Joseph’s zuster in Antwerpen. Joseph trok dan op 9 juli 1887 naar Borgerhout, waar hij 9 maanden later eveneens overleed.

## Werken
'Joseph' Canneel was actief op meer dan één gebied van de 'Schone kunsten'.

### Kunstschilder
Het officiële beroep van J.G. Canneel was kunstschilder. Van hem kennen we o.m. het portret uit 1848 van de bekende auteur en historicus Pieter Lansens. Een ander werk is Moeder met 2 kinderen uit 1851. In De geschiedenis van Poesele uit 1867 door De Potter en Broeckaert lezen we dat er boven het hoofdaltaar van de kerk twee kleinere schilderijen van de H. Petrus en de H. Paulus hingen, geschilderd door de Brugse schilder Joseph Canneel. In 1874 nam Joseph als Antwerpenaar deel aan het kunstschilderssalon Wild te Gent.

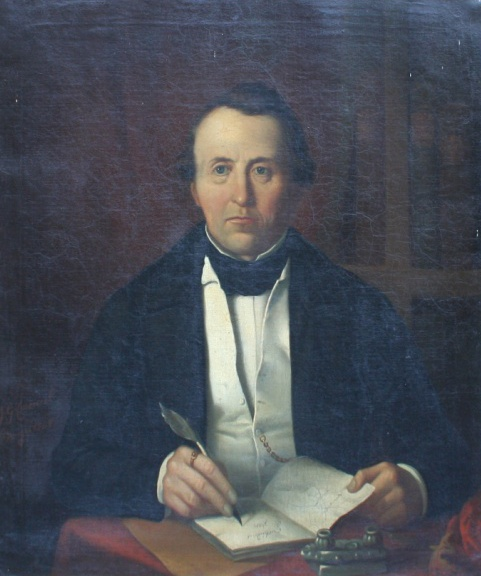
Portret van de bekende auteur en historicus Pieter Lansens
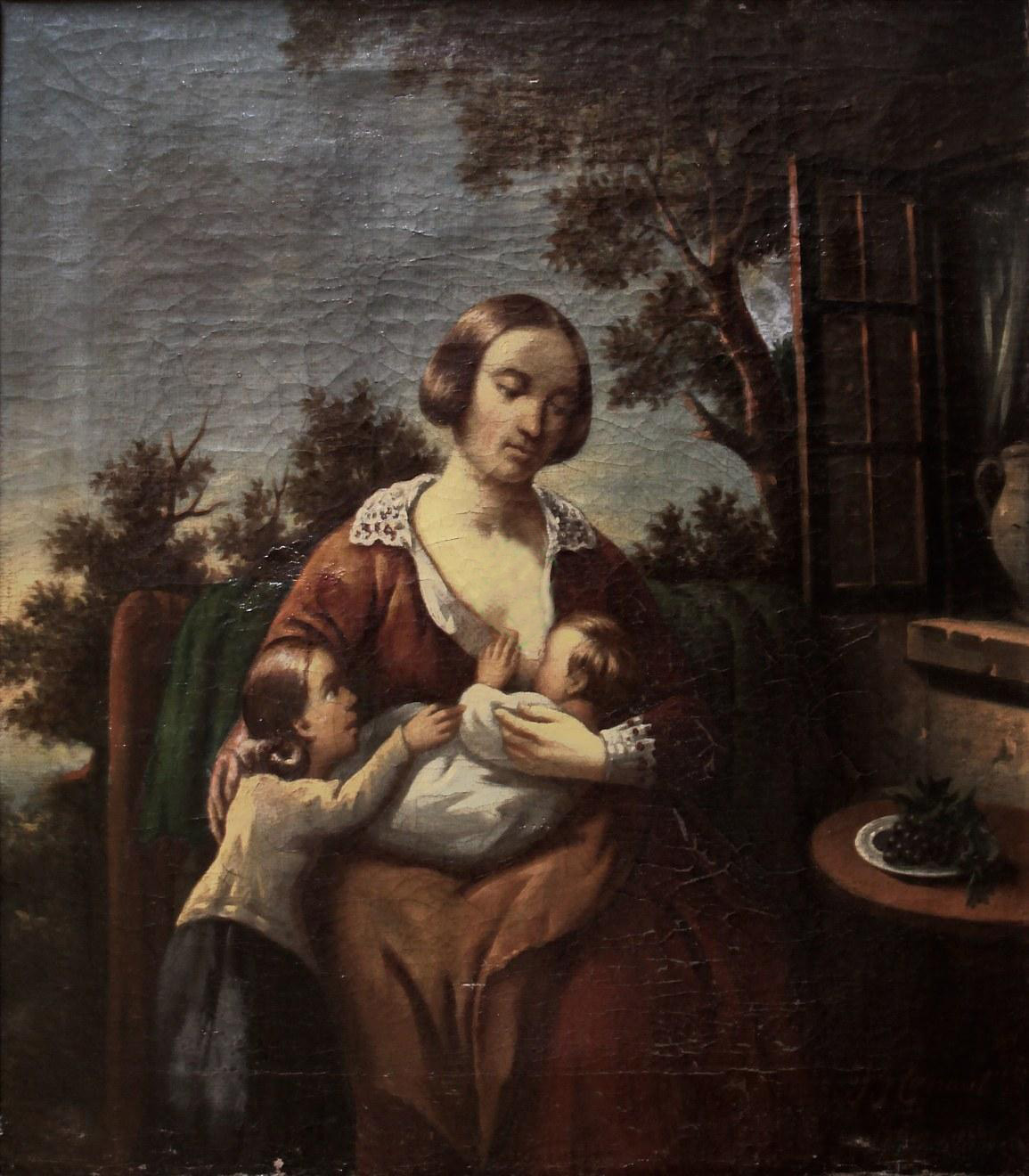
Moeder met twee kinderen

### Als lithograaf
Van Joseph Canneel zijn veel lithografische werken bekend, onder andere portretten van Leopold I van België (1845) (in bezit van de Brugse historicus Jaak Rau), van Paus Pius IX (1847), van de Brugse bisschop Boussen op zijn sterfbed (1848) en van de wiskundige Simon Stevin (1846), en andere onderwerpen zoals een litho van de bekende zeilboot van Simon Stevin.

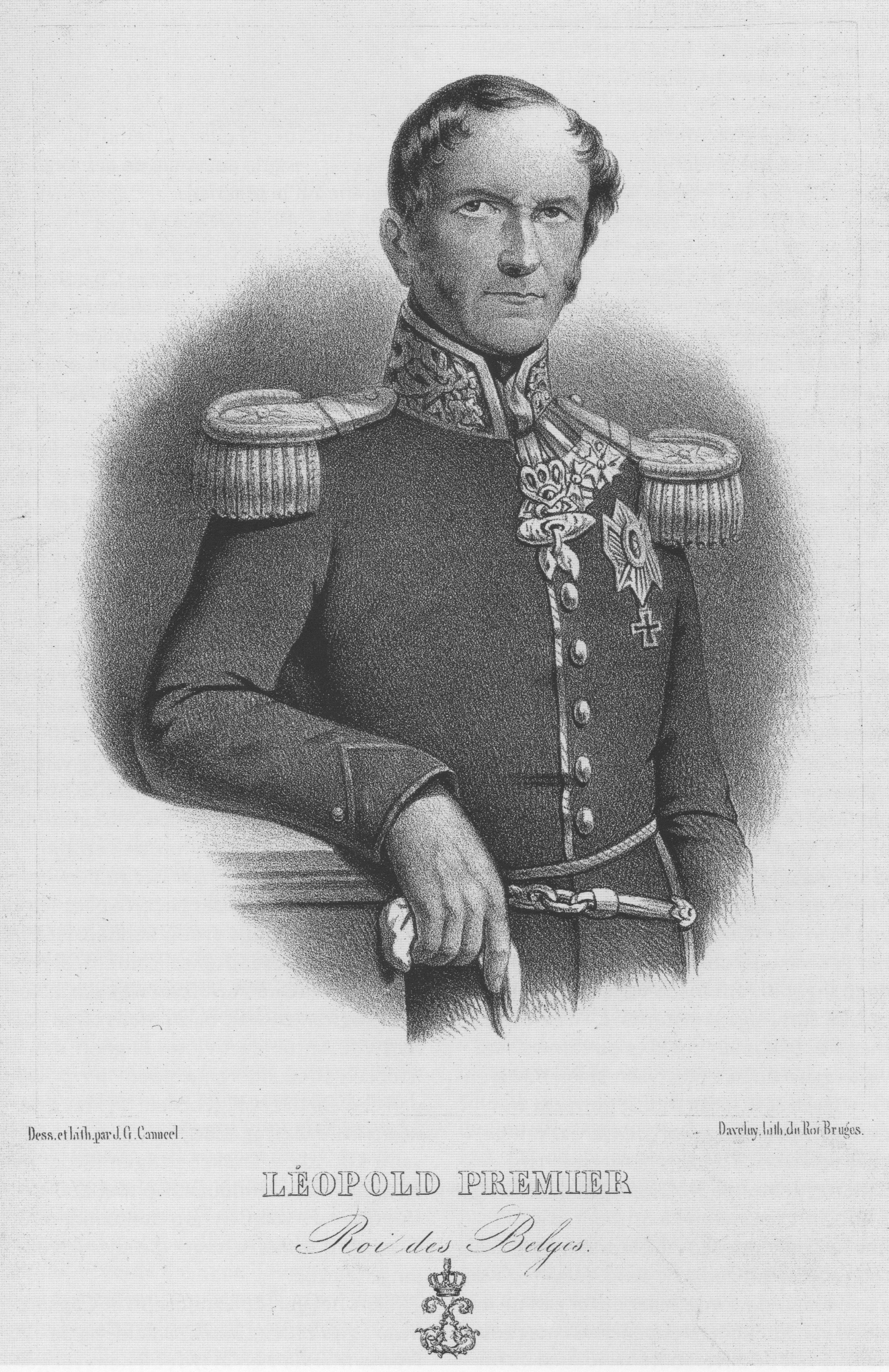
Litho van Leopold I
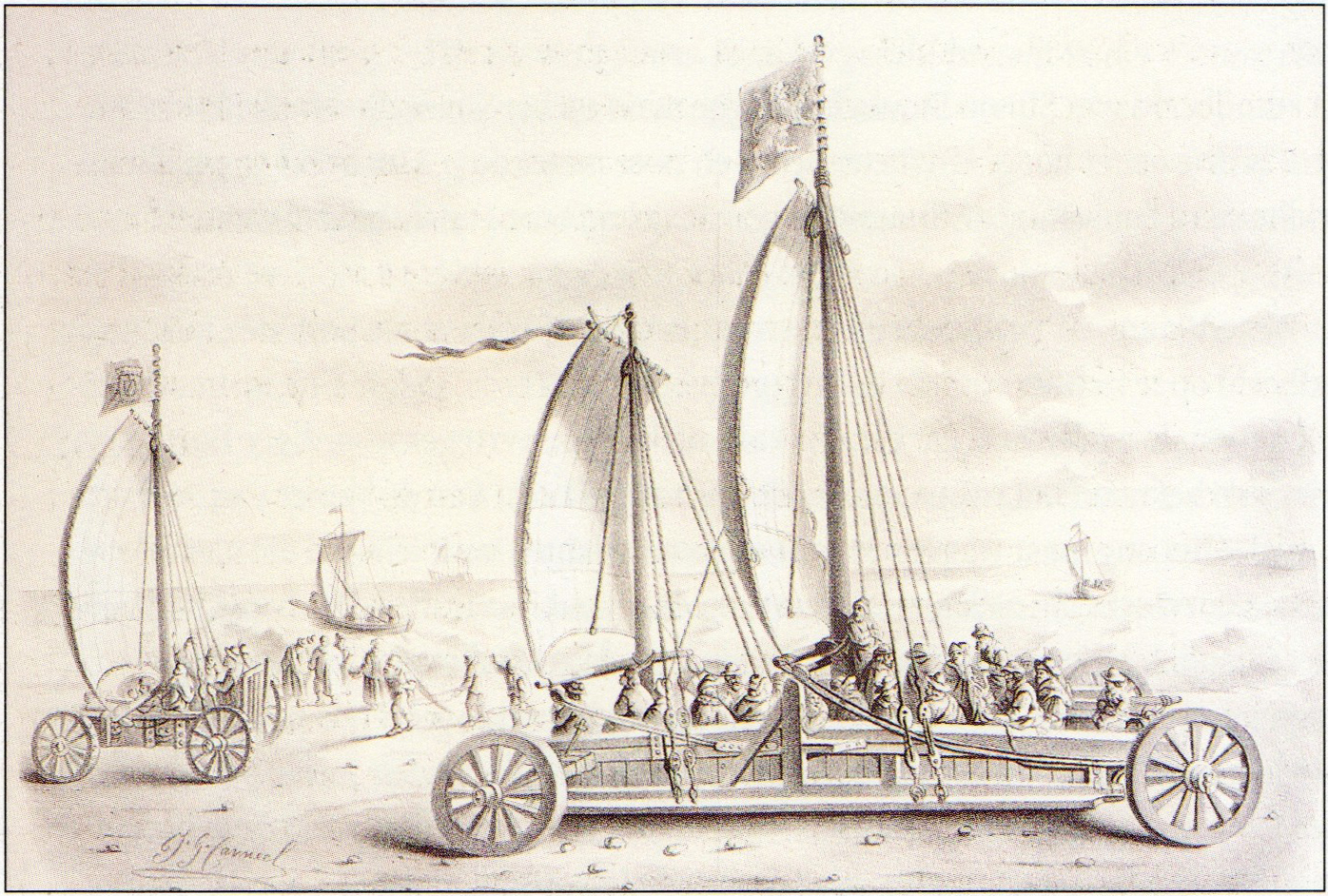
Zeilwagen van Simon Stevin

### Op literair vlak
Zijn bekendste uitgave is het monumentale boek Histoire du Diocèse de Bruges. Het is de geschiedenis van alle Brugse bisschoppen, geschreven door Ferdinand Vande Putte, uitgegeven en geïllustreerd door J.G. Canneel in afleveringen tijdens de jaren 1846-1850 in opdracht van de toenmalige bisschop Franciscus-Renatus Boussen (1774-1848).

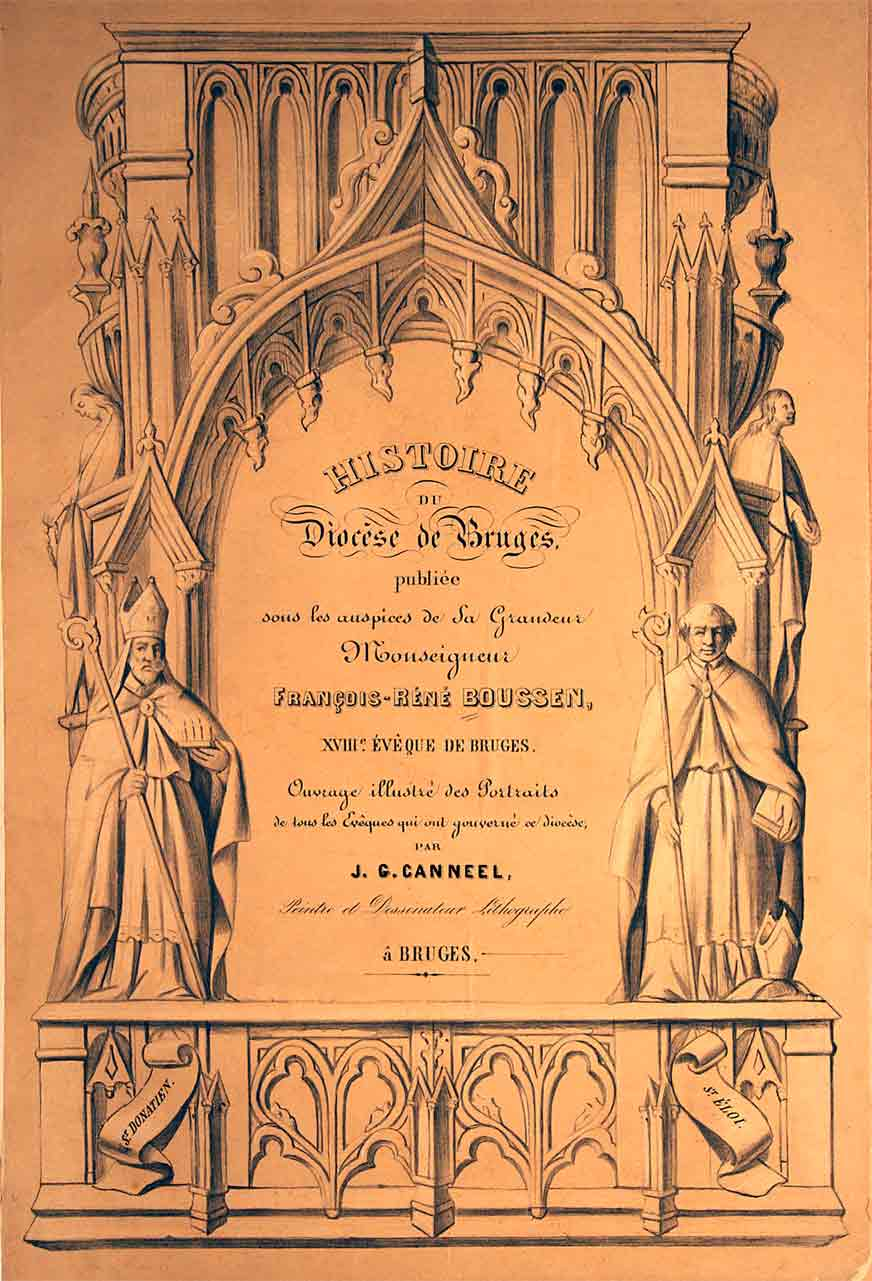
Titelblad van Histoire du Diocèse de Bruges
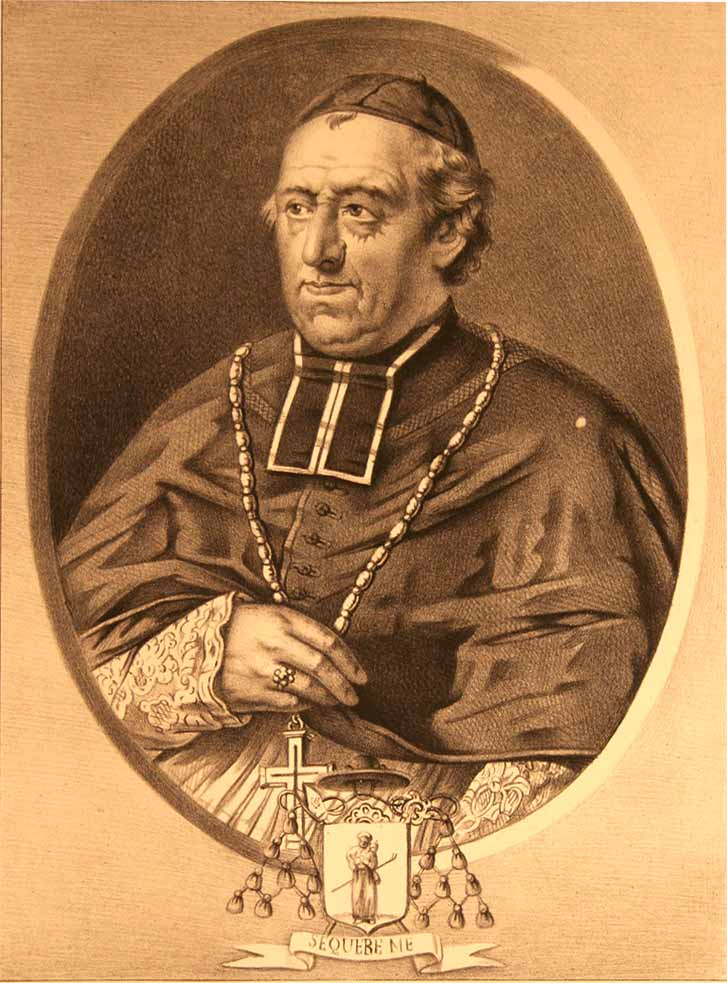
Litho van bisschop Boussen